# Wodnyk Chersoń
Wodnyk Chersoń (ukr. «Водник» Херсон) – ukraiński klub piłkarski z siedzibą w mieście Chersoń, na południu kraju, działający w latach 1924–1987.

## Historia
Chronologia nazw:
- 1924: Wodnyk Chersoń (ukr. «Водник» Херсон, ros. «Водник» Херсон)
- 1987: klub rozwiązano

Drużyna piłkarska Wodnyk lub Wodnik została założona w Chersoniu w 1924 roku i reprezentowała związki zawodowe pracowników transportu wodnego. W 1924 roku debiutowała w pierwszych mistrzostwach miasta, zdobywając złote medale. W 1938 roku zespół startował w rozgrywkach Pucharu ZSRR, ale odpadł już w pierwszej rundzie (1/4 finału strefy 3 Ukraińskiej SRR). W 1944 uczestniczył rozgrywkach Pucharu Ukraińskiej SRR. W 1987 roku po likwidacji Ochotniczego Towarzystwa Sportowego Wodnyk klub został rozwiązany.

## Sukcesy
- Puchar ZSRR:
  - 1/256 finału (1): 1938
- Puchar Ukraińskiej SRR:
  - 1/16 finału (1): 1944
- mistrzostwo Chersonia:
  - mistrz (1): 1924